# Archie Thompson
Archibald Gerald Thompson (Otorohanga, 23 ottobre 1978) è un ex calciatore australiano, di ruolo attaccante.
Ha giocato per molto tempo in Australia, poi si è trasferito in Belgio. Quindi è andato in prestito agli olandesi del PSV, per tornare poi in Australia.
Fino al 7 maggio 2007 ha detenuto il record del maggior numero di gol segnati da un giocatore professionista in una sola partita, 13. Tuttavia, questo record è ancora valido se vengono considerate solo le partite internazionali FIFA.

## Carriera

### Club
Ha iniziato la carriera nei Gippsland Falcons, nel 1997, dopo due stagioni senza presenze nel Bathurst 75. Con i Falcons ha disputato due stagioni e mezza, interrotte da un breve prestito al Carlton SC nella primavera (autunno europeo) del 1998. Un anno dopo, nel 1999, è tornato al Carlton (con il quale ha segnato ben 12 gol), quindi è andato in prestito al Marconi Stallions, e a gennaio 2001 è tornato nuovamente al Carlton. Nel luglio del 2001 si trasferisce in Europa, ai belgi del Lierse, dove gioca per quattro stagioni mettendo a segno 27 gol, di cui 14 nell'ultimo anno. Torna per una breve parentesi in Australia, al Melbourne Victory. Nel gennaio del 2006 ritorna in Europa, in prestito al PSV allenato da Guus Hiddink. Con il PSV gioca 2 partite in campionato conquistando l'Eredivisie 2005-2006, primo campionato vinto da lui. Nell'estate 2006 è tornato ai Melbourne Victory.

### Nazionale
Nella partita tra Australia e Samoa Americane, valida per le qualificazioni della zona OFC al campionato del mondo 2002 in Giappone e Corea del Sud, disputata a Coffs Harbour l'11 aprile 2001 e terminata con il risultato di 31-0 per l'Australia, Archie Thompson mise a segno 13 gol (record personale) ed iscrisse il proprio nome nel Guinness dei Primati. Solo un altro calciatore è riuscito poi a fare meglio di Thompson in gare ufficiali: si tratta del cipriota Panagiōtīs Pontikos, che ne ha realizzate 16 nella terza divisione del suo paese. Sebbene il cipriota abbia superato Thompson per numero di gol in una partita, l’australiano continua a detenere questo record a livello di incontri internazionali riconosciuti dalla FIFA.
Con la maglia dei Socceroos ha preso parte alla FIFA Confederations Cup 2005 e al campionato del mondo 2006.

## Statistiche

### Presenze e reti nei club
| Stagione                 | Squadra                  | Campionato               | Campionato | Campionato | Coppe nazionali | Coppe nazionali | Coppe nazionali | Coppe continentali | Coppe continentali | Coppe continentali | Altre coppe | Altre coppe | Altre coppe | Totale | Totale |
| Stagione                 | Squadra                  | Comp                     | Pres       | Reti       | Comp            | Pres            | Reti            | Comp               | Pres               | Reti               | Comp        | Pres        | Reti        | Pres   | Reti   |
| ------------------------ | ------------------------ | ------------------------ | ---------- | ---------- | --------------- | --------------- | --------------- | ------------------ | ------------------ | ------------------ | ----------- | ----------- | ----------- | ------ | ------ |
| 1994-1995                | Bathurst '75             | NSWL2                    | ?          | ?          | -               | -               | -               | -                  | -                  | -                  | -           | -           | -           | ?      | ?      |
| 1995-1996                | Bathurst '75             | NSWL2                    | ?          | ?          | -               | -               | -               | -                  | -                  | -                  | -           | -           | -           | ?      | ?      |
| Totale Bathurst '75      | Totale Bathurst '75      | Totale Bathurst '75      | ?          | ?          |                 | -               | -               |                    | -                  | -                  |             | -           | -           | ?      | ?      |
| 1996-1997                | Gippsland Falcons        | NSL                      | 6          | 2          | CA              | ?               | ?               | -                  | -                  | -                  | -           | -           | -           | 6+     | 2+     |
| 1997-1998                | Gippsland Falcons        | NSL                      | 22         | 4          | -               | -               | -               | -                  | -                  | -                  | -           | -           | -           | 22     | 4      |
| 1998-1999                | Gippsland Falcons        | NSL                      | 15         | 4          | -               | -               | -               | -                  | -                  | -                  | -           | -           | -           | 15     | 4      |
| Totale Gippsland Falcons | Totale Gippsland Falcons | Totale Gippsland Falcons | 43         | 10         |                 | -               | -               |                    | -                  | -                  |             | -           | -           | 43+    | 10+    |
| 1998-1999                | Carlton                  | NSL                      | 10         | 5          | -               | -               | -               | -                  | -                  | -                  | -           | -           | -           | 10     | 5      |
| 1999-2000                | Carlton                  | NSL                      | 35         | 12         | -               | -               | -               | -                  | -                  | -                  | -           | -           | -           | 35     | 12     |
| 2000-2001                | Carlton                  | NSL                      | 8          | 6          | -               | -               | -               | -                  | -                  | -                  | -           | -           | -           | 8      | 6      |
| Totale Carlton           | Totale Carlton           | Totale Carlton           | 53         | 23         |                 | -               | -               |                    | -                  | -                  |             | -           | -           | 53     | 23     |
| 2000-2001                | Marconi Stallions        | NSL                      | 13         | 6          | -               | -               | -               | -                  | -                  | -                  | -           | -           | -           | 13     | 6      |
| 2001-2002                | Lierse                   | D1                       | 31         | 9          | CB              | 3               | 2               | -                  | -                  | -                  | -           | -           | -           | 34     | 11     |
| 2002-2003                | Lierse                   | D1                       | 5          | 0          | CB              | 0               | 0               | -                  | -                  | -                  | -           | -           | -           | 5      | 0      |
| 2003-2004                | Lierse                   | D1                       | 25         | 4          | CB              | 2               | 1               | Int                | 1                  | 0                  | -           | -           | -           | 28     | 5      |
| 2004-2005                | Lierse                   | D1                       | 29         | 13         | CB              | 4               | 2               | -                  | -                  | -                  | -           | -           | -           | 33     | 15     |
| Totale Lierse            | Totale Lierse            | Totale Lierse            | 90         | 26         |                 | 9               | 5               |                    | 1                  | 0                  |             | -           | -           | 100    | 31     |
| 2005-gen. 2006           | Melbourne Victory        | AL                       | 15         | 8          | -               | -               | -               | -                  | -                  | -                  | -           | -           | -           | 15     | 8      |
| gen.-giu. 2006           | PSV                      | ED                       | 2          | 0          | CO              | 0               | 0               | UCL                | 0                  | 0                  | -           | -           | -           | 2      | 0      |
| 2006-2007                | Melbourne Victory        | AL                       | 19+3       | 10+5       | -               | -               | -               | -                  | -                  | -                  | -           | -           | -           | 22     | 15     |
| 2007-2008                | Melbourne Victory        | AL                       | 20         | 6          | -               | -               | -               | ACL                | 3                  | 1                  | -           | -           | -           | 15     | 8      |
| 2008-2009                | Melbourne Victory        | AL                       | 16+3       | 8+1        | -               | -               | -               | -                  | -                  | -                  | -           | -           | -           | 19     | 9      |
| 2009-2010                | Melbourne Victory        | AL                       | 24+2       | 9+1        | -               | -               | -               | ACL                | 1                  | 0                  | -           | -           | -           | 27     | 10     |
| 2010-2011                | Melbourne Victory        | AL                       | 8+1        | 4+0        | -               | -               | -               | ACL                | 6                  | 0                  | -           | -           | -           | 15     | 4      |
| 2011-2012                | Melbourne Victory        | AL                       | 27         | 7          | -               | -               | -               | -                  | -                  | -                  | -           | -           | -           | 27     | 7      |
| 2012-2013                | Melbourne Victory        | AL                       | 20+2       | 8+1        | -               | -               | -               | -                  | -                  | -                  | -           | -           | -           | 22     | 9      |
| 2013-2014                | Melbourne Victory        | AL                       | 22+2       | 8+1        | -               | -               | -               | ACL                | 5                  | 0                  | -           | -           | -           | 29     | 9      |
| 2014-2015                | Melbourne Victory        | AL                       | 24+2       | 10+1       | CA              | 2               | 1               | -                  | -                  | -                  | -           | -           | -           | 28     | 12     |
| 2015-2016                | Melbourne Victory        | AL                       | 14+0       | 1+0        | CA              | 2               | 0               | ACL                | 8                  | 1                  | -           | -           | -           | 24     | 2      |
| Totale Melbourne Victory | Totale Melbourne Victory | Totale Melbourne Victory | 209+15     | 80+10      |                 | 4               | 1               |                    | 23                 | 2                  |             | -           | -           | 251    | 93     |
| 2016                     | Heidelberg Utd           | NPLV                     | 2          | 0          | -               | -               | -               | -                  | -                  | -                  | -           | -           | -           | 2      | 0      |
| 2017                     | Murray United            | NPLV2                    | 21         | 7          | -               | -               | -               | -                  | -                  | -                  | -           | -           | -           | 21     | 7      |
| 2018                     | Murray United            | NPLV2                    | 5          | 0          | -               | -               | -               | -                  | -                  | -                  | -           | -           | -           | 5      | 0      |
| 2019                     | Murray United            | NPLV2                    | ?          | ?          | -               | -               | -               | -                  | -                  | -                  | -           | -           | -           | ?      | ?      |
| Totale Melbourne Victory | Totale Melbourne Victory | Totale Melbourne Victory | 26+        | 7+         |                 | -               | -               |                    | -                  | -                  |             | -           | -           | 26+    | 7+     |
| 2019-2020                | Racing Murcia            | TDR                      | 1          | 1          | -               | -               | -               | -                  | -                  | -                  | -           | -           | -           | 1      | 1      |
| 2020                     | Essendon Royals          | VSL1                     | 0          | 0          | -               | -               | -               | -                  | -                  | -                  | -           | -           | -           | 0      | 0      |
| Totale Carriera          | Totale Carriera          | Totale Carriera          | 454+       | 163+       |                 | 13+             | 6+              |                    | 24                 | 2                  |             | -           | -           | 491+   | 171+   |

### Cronologia presenze e reti in nazionale
| Cronologia completa delle presenze e delle reti in nazionale ― Australia | Cronologia completa delle presenze e delle reti in nazionale ― Australia | Cronologia completa delle presenze e delle reti in nazionale ― Australia | Cronologia completa delle presenze e delle reti in nazionale ― Australia | Cronologia completa delle presenze e delle reti in nazionale ― Australia | Cronologia completa delle presenze e delle reti in nazionale ― Australia | Cronologia completa delle presenze e delle reti in nazionale ― Australia | Cronologia completa delle presenze e delle reti in nazionale ― Australia |
| Data                                                                     | Città                                                                    | In casa                                                                  | Risultato                                                                | Ospiti                                                                   | Competizione                                                             | Reti                                                                     | Note                                                                     |
| ------------------------------------------------------------------------ | ------------------------------------------------------------------------ | ------------------------------------------------------------------------ | ------------------------------------------------------------------------ | ------------------------------------------------------------------------ | ------------------------------------------------------------------------ | ------------------------------------------------------------------------ | ------------------------------------------------------------------------ |
| 28-2-2001                                                                | Bogotà                                                                   | Colombia                                                                 | 3 – 2                                                                    | Australia                                                                | Amichevole                                                               | -                                                                        | 46’                                                                      |
| 9-4-2001                                                                 | Coffs Harbour                                                            | Australia                                                                | 22 – 0                                                                   | Tonga                                                                    | Qual. Mondiali 2002                                                      | 1                                                                        | 73’                                                                      |
| 11-4-2001                                                                | Coffs Harbour                                                            | Australia                                                                | 31 – 0                                                                   | Samoa Americane                                                          | Qual. Mondiali 2002                                                      | 13                                                                       |                                                                          |
| 14-4-2001                                                                | Coffs Harbour                                                            | Australia                                                                | 2 – 0                                                                    | Figi                                                                     | Qual. Mondiali 2002                                                      | -                                                                        | 70’                                                                      |
| 16-4-2001                                                                | Coffs Harbour                                                            | Australia                                                                | 11 – 0                                                                   | Samoa                                                                    | Qual. Mondiali 2002                                                      | 2                                                                        |                                                                          |
| 30-5-2001                                                                | Suwon                                                                    | Messico                                                                  | 0 – 2                                                                    | Australia                                                                | Conf. Cup 2001 - 1º turno                                                | -                                                                        | 78’                                                                      |
| 7-6-2001                                                                 | Yokohama                                                                 | Giappone                                                                 | 1 – 0                                                                    | Australia                                                                | Conf. Cup 2001 - Semifinale                                              | -                                                                        | 71’                                                                      |
| 12-10-2004                                                               | Sydney                                                                   | Australia                                                                | 6 – 0                                                                    | Isole Salomone                                                           | Qual. Mondiali 2006                                                      | 1                                                                        | 46’                                                                      |
| 9-2-2005                                                                 | Durban                                                                   | Sudafrica                                                                | 1 – 1                                                                    | Australia                                                                | Amichevole                                                               | -                                                                        | 67’                                                                      |
| 9-6-2005                                                                 | Londra                                                                   | Australia                                                                | 1 – 0                                                                    | Nuova Zelanda                                                            | Amichevole                                                               | -                                                                        | 63’                                                                      |
| 15-6-2005                                                                | Francoforte                                                              | Germania                                                                 | 4 – 3                                                                    | Australia                                                                | Conf. Cup 2005 - 1º turno                                                | -                                                                        | 82’                                                                      |
| 21-6-2005                                                                | Lipsia                                                                   | Australia                                                                | 0 – 2                                                                    | Tunisia                                                                  | Conf. Cup 2005 - 1º turno                                                | -                                                                        | 46’ 90’                                                                  |
| 3-9-2005                                                                 | Sydney                                                                   | Australia                                                                | 7 – 0                                                                    | Isole Salomone                                                           | Qual. Mondiali 2006                                                      | 1                                                                        | 61’                                                                      |
| 6-9-2005                                                                 | Honiara                                                                  | Isole Salomone                                                           | 1 – 2                                                                    | Australia                                                                | Qual. Mondiali 2006                                                      | 1                                                                        |                                                                          |
| 9-10-2005                                                                | Londra                                                                   | Australia                                                                | 5 – 0                                                                    | Giamaica                                                                 | Amichevole                                                               | 1                                                                        | 71’                                                                      |
| 12-11-2005                                                               | Montevideo                                                               | Uruguay                                                                  | 1 – 0                                                                    | Australia                                                                | Qual. Mondiali 2006                                                      | -                                                                        | 52’                                                                      |
| 22-2-2006                                                                | Riffa                                                                    | Bahrein                                                                  | 1 – 3                                                                    | Australia                                                                | Qual. Coppa d'Asia 2007                                                  | 1                                                                        |                                                                          |
| 25-5-2006                                                                | Melbourne                                                                | Australia                                                                | 1 – 0                                                                    | Grecia                                                                   | Amichevole                                                               | -                                                                        | 60’                                                                      |
| 4-6-2006                                                                 | Rotterdam                                                                | Paesi Bassi                                                              | 1 – 1                                                                    | Australia                                                                | Amichevole                                                               | -                                                                        | 67’                                                                      |
| 7-6-2006                                                                 | Ulma                                                                     | Liechtenstein                                                            | 1 – 3                                                                    | Australia                                                                | Amichevole                                                               | -                                                                        | 66’                                                                      |
| 16-8-2006                                                                | Sydney                                                                   | Australia                                                                | 2 – 0                                                                    | Kuwait                                                                   | Amichevole                                                               | -                                                                        | 69’                                                                      |
| 7-10-2006                                                                | Brisbane                                                                 | Australia                                                                | 1 – 1                                                                    | Paraguay                                                                 | Amichevole                                                               | -                                                                        | 50’                                                                      |
| 11-10-2006                                                               | Sydney                                                                   | Australia                                                                | 2 – 0                                                                    | Bahrein                                                                  | Qual. Coppa d'Asia 2007                                                  | -                                                                        | 75’                                                                      |
| 24-3-2007                                                                | Guangzhou                                                                | Cina                                                                     | 0 – 2                                                                    | Australia                                                                | Amichevole                                                               | -                                                                        | 69’                                                                      |
| 2-6-2007                                                                 | Sydney                                                                   | Australia                                                                | 1 – 2                                                                    | Uruguay                                                                  | Amichevole                                                               | -                                                                        | 62’                                                                      |
| 30-6-2007                                                                | Singapore                                                                | Singapore                                                                | 0 – 3                                                                    | Australia                                                                | Amichevole                                                               | -                                                                        | 68’                                                                      |
| 13-7-2007                                                                | Bangkok                                                                  | Iraq                                                                     | 3 – 1                                                                    | Australia                                                                | Coppa d'Asia 2007 - 1º turno                                             | -                                                                        | 64’                                                                      |
| 11-9-2007                                                                | Melbourne                                                                | Australia                                                                | 0 – 1                                                                    | Argentina                                                                | Amichevole                                                               | -                                                                        | 62’                                                                      |
| 22-3-2008                                                                | Singapore                                                                | Singapore                                                                | 0 – 0                                                                    | Australia                                                                | Amichevole                                                               | -                                                                        | 46’                                                                      |
| 26-3-2008                                                                | Kunming                                                                  | Cina                                                                     | 0 – 0                                                                    | Australia                                                                | Qual. Mondiali 2010                                                      | -                                                                        | 10’                                                                      |
| 28-1-2009                                                                | Giacarta                                                                 | Indonesia                                                                | 0 – 0                                                                    | Australia                                                                | Qual. Coppa d'Asia 2011                                                  | -                                                                        |                                                                          |
| 5-3-2009                                                                 | Canberra                                                                 | Australia                                                                | 0 – 1                                                                    | Kuwait                                                                   | Qual. Coppa d'Asia 2011                                                  | -                                                                        |                                                                          |
| 6-1-2010                                                                 | Kuwait City                                                              | Kuwait                                                                   | 2 – 2                                                                    | Australia                                                                | Qual. Coppa d'Asia 2011                                                  | -                                                                        | 90+1’                                                                    |
| 7-6-2011                                                                 | Melbourne                                                                | Australia                                                                | 0 – 0                                                                    | Serbia                                                                   | Amichevole                                                               | -                                                                        | 65’                                                                      |
| 29-2-2012                                                                | Melbourne                                                                | Australia                                                                | 4 – 2                                                                    | Arabia Saudita                                                           | Qual. Mondiali 2014                                                      | -                                                                        | 63’                                                                      |
| 2-6-2012                                                                 | Copenaghen                                                               | Danimarca                                                                | 2 – 0                                                                    | Australia                                                                | Amichevole                                                               | -                                                                        | 66’                                                                      |
| 8-6-2012                                                                 | Mascate                                                                  | Oman                                                                     | 0 – 0                                                                    | Australia                                                                | Qual. Mondiali 2014                                                      | -                                                                        | 59’                                                                      |
| 15-8-2012                                                                | Edimburgo                                                                | Scozia                                                                   | 3 – 1                                                                    | Australia                                                                | Amichevole                                                               | -                                                                        | 84’                                                                      |
| 6-9-2012                                                                 | Beirut                                                                   | Libano                                                                   | 0 – 3                                                                    | Australia                                                                | Amichevole                                                               | 1                                                                        | 52’                                                                      |
| 11-9-2012                                                                | Amman                                                                    | Giordania                                                                | 2 – 1                                                                    | Australia                                                                | Qual. Mondiali 2014                                                      | 1                                                                        | 72’                                                                      |
| 16-10-2012                                                               | Baghdad                                                                  | Iraq                                                                     | 1 – 2                                                                    | Australia                                                                | Qual. Mondiali 2014                                                      | 1                                                                        | 75’                                                                      |
| 14-11-2012                                                               | Hwaseong                                                                 | Corea del Sud                                                            | 1 – 2                                                                    | Australia                                                                | Amichevole                                                               | -                                                                        | 68’                                                                      |
| 3-12-2012                                                                | Mong Kok                                                                 | Hong Kong                                                                | 0 – 1                                                                    | Australia                                                                | Amichevole                                                               | -                                                                        | 70’                                                                      |
| 5-12-2012                                                                | Mong Kok                                                                 | Corea del Nord                                                           | 1 – 1                                                                    | Australia                                                                | Amichevole                                                               | 1                                                                        | 79’                                                                      |
| 7-12-2012                                                                | Mong Kok                                                                 | Guam                                                                     | 0 – 9                                                                    | Australia                                                                | Amichevole                                                               | 3                                                                        | 56’                                                                      |
| 9-12-2012                                                                | Mong Kok                                                                 | Australia                                                                | 8 – 0                                                                    | Taiwan                                                                   | Amichevole                                                               | -                                                                        | 57’                                                                      |
| 26-3-2013                                                                | Adelaide                                                                 | Australia                                                                | 2 – 2                                                                    | Oman                                                                     | Qual. Mondiali 2014                                                      | -                                                                        | 68’                                                                      |
| 4-6-2013                                                                 | Saitama                                                                  | Giappone                                                                 | 1 – 1                                                                    | Australia                                                                | Qual. Mondiali 2014                                                      | -                                                                        | 90+4’                                                                    |
| 11-6-2013                                                                | Melbourne                                                                | Australia                                                                | 4 – 0                                                                    | Giordania                                                                | Qual. Mondiali 2014                                                      | -                                                                        | 60’                                                                      |
| 18-6-2013                                                                | Sydney                                                                   | Australia                                                                | 1 – 0                                                                    | Iraq                                                                     | Qual. Mondiali 2014                                                      | -                                                                        | 79’                                                                      |
| 20-7-2013                                                                | Seul                                                                     | Corea del Sud                                                            | 0 – 0                                                                    | Australia                                                                | Coppa dell'Asia orientale 2013                                           | -                                                                        |                                                                          |
| 25-7-2013                                                                | Hwaseong                                                                 | Giappone                                                                 | 3 – 2                                                                    | Australia                                                                | Coppa dell'Asia orientale 2013                                           | -                                                                        | 75’                                                                      |
| 28-7-2013                                                                | Seul                                                                     | Australia                                                                | 3 – 4                                                                    | Cina                                                                     | Coppa dell'Asia orientale 2013                                           | -                                                                        | 88’                                                                      |
| 7-9-2013                                                                 | Brasilia                                                                 | Brasile                                                                  | 6 – 0                                                                    | Australia                                                                | Amichevole                                                               | -                                                                        | 59’                                                                      |
| Totale                                                                   |                                                                          | Presenze                                                                 | 54                                                                       |                                                                          | Reti (3º posto)                                                          | 28                                                                       |                                                                          |

## Palmarès

### Club
- Campionato australiano: 3

Melbourne Victory: 2006-2007, 2008-2009, 2014-2015
- A-League Premiership: 2

Melbourne Victory: 2007, 2015
- FFA Cup: 1

Melbourne Victory: 2015-2016

### Individuale
- Capocannoniere della A-League: 1

2005-2006 (8 gol)